# Občanská válka v Laosu

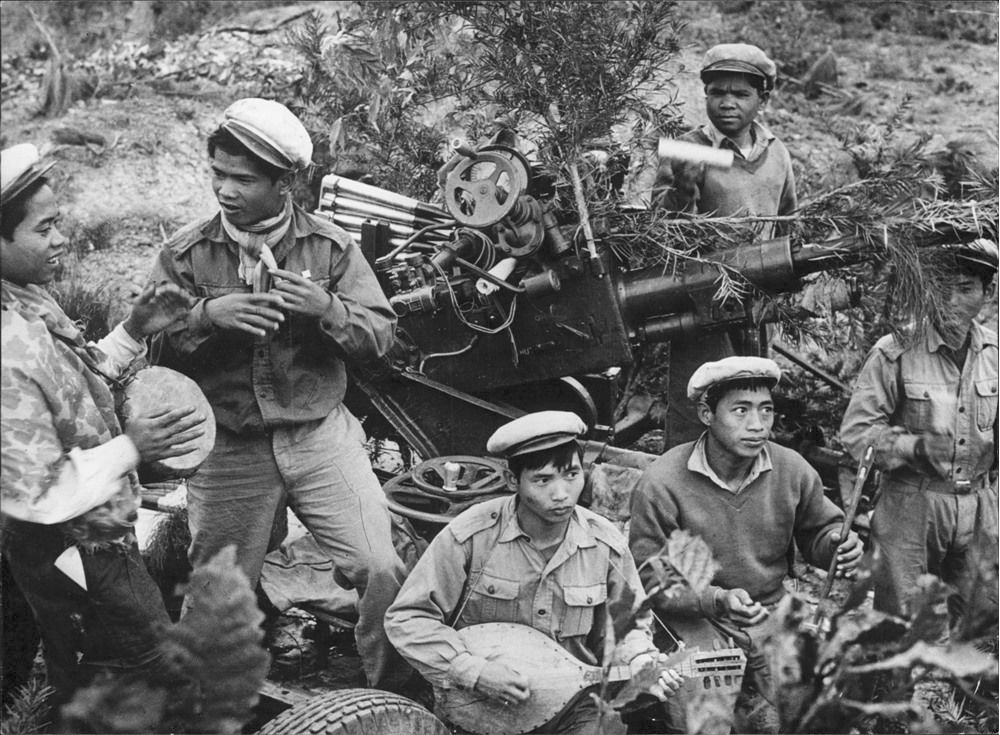
Protiletadlová baterie Laoské lidově osvobozenecké armády

Občanská válka v Laosu (1953–1975) představovala ozbrojený konflikt mezi komunistickým hnutím Pathet Lao (včetně mnoha lidí ze severního Vietnamu s laoským původem) a královskou vládou, kdy obě strany dostávaly silnou zahraniční podporu během zástupné války mezi velmocemi v rámci studené války. Mezi příslušníky Special Activities Division CIA a veterány z řad Hmongů je konflikt znám jako Secret War (Tajná válka). CIA zde prováděla operace s cílem podpořit Hmongy v boji s komunisty.